# Oranż GGN
Oranż GGN, E111 – organiczny związek chemiczny z grupy barwników azowych. Stosowany jako barwnik spożywczy o silnej czerwonopomarańczowej barwie. Obecnie wycofany z użycia w produkcji żywności z powodu swej nadmiernej toksyczności (w Polsce nie znajduje się w wykazie dozwolonych substancji dodatkowych).